# 羽越新幹線

羽越新幹線の大まかな計画ルートを示した図

羽越新幹線（うえつしんかんせん）は、富山県富山市から新潟県新潟市付近、秋田県秋田市付近を経由し、青森県青森市までを結ぶ計画の高速鉄道路線（新幹線）の基本計画線である。

## 概要
1973年（昭和48年）11月15日、全国新幹線鉄道整備法第四条第一項の規定による『建設を開始すべき新幹線鉄道の路線を定める基本計画』（昭和48年運輸省告示第466号）により告示された新幹線の基本計画路線の一つである。なお、富山駅 - 上越妙高駅間は北陸新幹線、長岡駅 - 新潟駅間は上越新幹線との共用区間である。実現すれば、北陸新幹線、上越新幹線、北海道新幹線とともに大阪府大阪市 - 新潟県新潟市 - 青森県青森市 - 北海道札幌市間を結び、日本海側を縦貫する新幹線の一部を構成する予定の路線となり、首都圏を経由せずに西日本と北日本を往来することが可能になる。
また山形県庄内地方や新潟県村上市から東京に行く最短ルートでもある。
長岡駅の新幹線ホームは、現在11・12番線の相対式2面2線になっているが、構造上11番線の向かい側に線路・架線を敷設できるスペースが確保されている。また、12番線の向かい側についても駅舎を増築することで、外側に線路・架線敷設スペースを増設できる構造になっている。これは、新幹線ホームを島式2面4線化可能な構造とすることで、日本海縦貫新幹線（羽越新幹線）に対応することを当初から想定しているためとされる。

## 駅一覧
正式決定された計画ではないが、山形県の調査報告書によれば、以下の駅の設置が想定されている。○を付け強調した駅は全列車停車を想定している（構想では各県に最低1駅は全列車停車駅を設定するとしている）。なお前述の通り、新潟駅 - 長岡駅間は上越新幹線、上越妙高駅 - 富山駅間は北陸新幹線との共用区間である。
○新青森駅 - ○弘前駅 - 大館駅 - 鷹ノ巣駅 - 東能代駅 - ○秋田駅 - 羽後本荘駅 - 酒田駅 - ○鶴岡駅 - 村上駅 - 新発田駅 - ○新潟駅 - 燕三条駅 - ○長岡駅 - 柏崎駅 - ○上越妙高駅 - 糸魚川駅 - 黒部宇奈月温泉駅 - ○富山駅

## 沿革

### 基本計画決定まで
1969年（昭和44年）5月30日に「新全国総合開発計画」が閣議決定された。この中で主要開発事業の構想として「日本海沿岸新幹線鉄道，上越新幹線鉄道，東北横断新幹線鉄道（中略）の建設により，東北地方と首都圏，北海道および域内相互間の時間距離の短縮と，地域間交流の緊密化を図る。」と東北地方においても、いくつかの新幹線鉄道の建設構想が盛り込まれた。
1970年（昭和45年）に全国新幹線鉄道整備法が公布された。この法律により、逼迫する幹線の輸送力増強を目的とした東海道・山陽新幹線とは異なり、経済発展や地域の振興を目的とした新幹線の建設が行われるようになった。
1973年（昭和48年）11月15日には運輸省告示第466号により羽越新幹線を含む12路線の基本計画が決定された。この基本計画において、羽越新幹線は富山市を起点に新潟市付近、秋田市付近を主要な経過地として青森市を終点とすることが示された。

### 信越本線と羽越本線の高速化を目指す動き
2014年度の北陸新幹線の長野駅 - 上越妙高駅 - 金沢駅間延伸開業前の時点において、東京と直江津・富山・金沢方面との間を鉄道で移動するには、上越新幹線の「とき」と北越急行ほくほく線を経由する特急「はくたか」を越後湯沢で乗り継ぐのが最短経路だった。
2015年（平成27年）3月14日の北陸新幹線の金沢延伸開業に伴い、信越本線の妙高高原駅 - 上越妙高駅 - 直江津駅間と北陸本線の市振駅 - 直江津駅間の2区間は並行在来線として経営分離され、えちごトキめき鉄道の妙高はねうまラインと日本海ひすいラインとなった。北陸新幹線は増便が見込まれ、翌2016年に開通した北海道新幹線も加わった結果、東京-大宮間の線路容量が逼迫するため、新潟県では高崎駅以北の上越新幹線の減便と枝線化が懸念された。この問題は2014年問題と呼ばれており、上越新幹線の沿線地域だけではなく、広く新潟県内全域の経済への悪影響・地域活力の低下を引き起こしかねない問題と考えられた。上越新幹線では、一部の「とき」・「たにがわ」の運転本数が見直されたものの、大幅な減便はされなかった。また、上越妙高駅での新幹線（主に富山・金沢方面）との接続列車として特急「しらゆき」の運行が開始された。「しらゆき」は、新潟県上越地方から柏崎市や長岡市などを経由して新潟市とを結ぶ列車で、上越妙高駅発着の列車に加えて、妙高市新井地区方面の利便性確保のため新井駅発着の列車も運行されている。北陸新幹線の延伸開業前日まで、上越地方と新潟駅との間には、特急「北越」が金沢駅 - 新潟駅間で1日5往復、快速「くびき野」が新井駅 - 新潟駅間で1日3往復運行されており、それらを置き換えた形となっている。
しかし、並行在来線がJRの全国ネットワークから切り離された上に、優等列車が分断されたため、鉄道の利便性が低下している。金沢-新潟間を鉄道で直行することはできなくなり、新潟県は県内を縦断する優等列車を失った上に、糸魚川市の糸魚川駅が「しらゆき」の経路からも外され、上越・北陸新幹線に挟まれる柏崎市の柏崎駅が取り残された。その結果、北陸地方の鉄道交通と新潟県の県土が分断されたため、将来的には信越本線の長岡駅と妙高はねうまラインの上越妙高駅間に新幹線直行特急（ミニ新幹線あるいはフリーゲージトレイン）などを導入することで、日本海縦貫高速鉄道体系を構築することを求める動きがある。
また、現時点では新幹線効果を直接享受できておらず、首都圏からの到達所要時間が長い新潟県北部や山形県庄内地方では、特急「いなほ」が運行されている羽越本線の高速化に向けてミニ新幹線やフリーゲージトレイン等が検討されてきたが、整備費用の観点から現在は、在来線を改良して時間短縮を目指す在来線高速化方式が期待されている。また、新潟駅における上越新幹線と在来線との同一ホーム乗り換えは、利用者の利便性と時間短縮効果が高いことから、新潟駅周辺連続立体交差事業に併せて工事が進められ、2018年4月15日から一部列車で対面乗り換えが可能になった。

### フル規格新幹線の整備を目指す動き
整備新幹線5路線の建設、開業に一定の目処がついてきたことなどから、山形県は、奥羽新幹線・羽越新幹線の整備実現に向けた取組みをさらに力強く加速させるため、県、県関係国会議員、県議会、市町村、市町村議会、経済界など構成する「山形県奥羽・羽越新幹線整備実現同盟」を2016年（平成28年）5月22日に発足させた。同年11月3日には、鶴岡市などが中心となって活動していた「庄内地区期成同盟会」が「山形県庄内地区羽越新幹線整備実現同盟会」に改組された。
2017年（平成29年）8月9日、奥羽、羽越両新幹線のフル規格での整備を目指し、山形県を事務局として沿線6県（青森、秋田、山形、福島、新潟、富山）の担当課長などで構成される「羽越・奥羽新幹線関係6県合同プロジェクトチーム」 (PT) が発足し、山形市においてはじめての会合が開催された。PTは沿線エリアの地域ビジョンや費用対効果、整備手法の3項目について、調査・検討を進め、取りまとめた結果を、政府への要望活動などに活かす方針で、2019年度をめどに最終報告書を取りまとめるとしている。
2023年（令和5年）5月9日、秋田県広報広聴課が運営するYouTubeの動画チャンネル「WebTVあきた」で「【羽越新幹線・奥羽新幹線の実現に向けてー計画編ー】」、「【羽越新幹線・奥羽新幹線の実現に向けてー未来編ー】」、「【羽越新幹線・奥羽新幹線の実現に向けてーダイジェスト版ー】」が公開された。

### 年表
- 1967年（昭和42年）7月：日本国有鉄道（国鉄）が全国新幹線網構想を発表。
- 1969年（昭和44年）
  - 5月30日：新全国総合開発計画閣議決定[13]。
  - 7月18日：鉄道建設公団が奥羽北陸新幹線構想を発表（青森 - 秋田 - 新潟 - 富山 - 大阪、870㎞）[14]。
- 1970年（昭和45年）5月18日：全国新幹線鉄道整備法公布[13]。
- 1973年（昭和48年）11月15日：昭和48年告示第466号により、羽越新幹線を含む12線の基本計画決定[4]。
- 1982年（昭和57年）11月15日：上越新幹線（大宮駅 - 新潟駅間）の一部として、長岡駅 - 新潟駅間が開業。
- 2015年（平成27年）3月14日：北陸新幹線（長野駅 - 上越妙高駅 - 金沢駅間）の一部として、富山駅 - 上越妙高駅間が開業。
- 2016年（平成28年）
  - 5月22日：「山形県奥羽・羽越新幹線整備実現同盟」設立[8]。
  - 11月3日：「庄内地区期成同盟会」を「山形県庄内地区羽越新幹線整備実現同盟会」に改組[新聞 3]。
- 2017年（平成29年）8月9日：「羽越・奥羽新幹線関係6県合同プロジェクトチーム」発足[新聞 4][新聞 5]。
- 2021年（令和3年）6月21日：「羽越・奥羽新幹線関係6県合同プロジェクトチーム」が予想される所要時間の短縮や両新幹線の費用対効果に関する初の調査結果を発表した。羽越新幹線は、単線のフル規格で整備した場合、羽越新幹線は事業費2兆6000億〜2兆7100億円でB/Cは1.21となった[15]。また、奥羽新幹線と羽越新幹線が両線ともに整備された場合はB/Cは0.47〜1.08[16]。
- 2023年（令和5年）5月9日： 「羽越・奥羽新幹線関係6県合同プロジェクトチーム」が作成した奥羽・羽越新幹線PR動画が秋田県広報広聴課が運営するYouTubeの動画チャンネルで公開[9][10][11][12]。

## 効果
「山形県奥羽・羽越新幹線整備実現同盟」は、羽越新幹線（フル規格新幹線）の開業により上越新幹線と在来線を新潟駅で乗り継いだ場合と比較して、東京駅 - 酒田駅間の所要時間が3時間55分から約2時間40分に短縮されると試算している。
「秋田県奥羽・羽越新幹線整備促進期成同盟会」は、羽越新幹線（フル規格新幹線）の開業により上越新幹線と在来線を新潟駅で乗り継いだ場合と比較して、東京駅 - 秋田駅間の所要時間が約5時間50分から約3時間に短縮されると試算している。なお、秋田新幹線を利用した場合、東京駅 - 秋田駅間の所要時間は最短3時間37分である。
2020年（令和2年）3月に羽越・奥羽新幹線建設促進同盟会関係6県合同プロジェクトチームによって作成された「羽越・奥羽新幹線の早期実現に向けた 費用対効果算出等業務 調査報告書」によると、富山-新青森間の所要時間が現況の4時間28分から3時間2分（86分短縮）、富山-新潟の所要時間が現況の2時間25分から1時間13分（72分短縮）、新潟-秋田が現況の3時間30分から1時間1分（149分短縮）に短縮されるという試算が出た。
「羽越・奥羽新幹線関係6県合同プロジェクトチーム」2021年6月21日の発表によると、東京-鶴岡間の所要時間が2時間21分、秋田-新青森間の所要時間が46分という試算が出た。
|               | 現状        | 羽越新幹線使用（推計） | 短縮効果    | 備考                          |
| ------------- | ----------- | ---------------------- | ----------- | ----------------------------- |
| 東京 - 鶴岡   |             | 2時間21分              |             | 6県合同プロジェクトチーム試算 |
| 東京 - 酒田   | 3時間55分   | 約2時間40分            | 約1時間15分 | 山形県試算                    |
| 東京 - 秋田   | 約5時間10分 | 約3時間                | 約2時間10分 | 秋田県試算                    |
| 富山 - 新青森 | 4時間28分   | 3時間2分               | 1時間26分   | 6県合同プロジェクトチーム試算 |
| 富山 - 新潟   | 2時間25分   | 1時間13分              | 1時間12分   | 6県合同プロジェクトチーム試算 |
| 新潟 - 秋田   | 3時間30分   | 1時間1分               | 2時間29分   | 6県合同プロジェクトチーム試算 |
| 秋田 - 新青森 | 2時間40分   | 46分                   | 1時間54分   | 6県合同プロジェクトチーム試算 |